# Румормейстер
Румормейстер (от нем. Rumormeister) — воинская должность в управлении армией в XVII — XVIII веках.

## История
Румормейстер у ландскнехтов, в немецких государствах, особое лицо под начальством которого состояли маркитанты, наряду с женщинами и слугами, которые считались необходимой принадлежностью формирований, и использовались для переноски тяжестей, стирки белья, приготовления пищи и других работ.
В Швеции, по уставу Густава-Адольфа, румормейстер и генерал-гевальдигер исполняли во время похода те же полицейские обязанности, как штаб-генерал-профос — во время расположения войск на месте.
В конце XVII столетия им было предоставлено право задерживать, судить и наказывать военнослужащих, совершивших преступления, о строгом наказании которых перед тем будет объявлено войскам «у пароля».
В Воинском уставе Вооружённых сил Российской империи, изданном Петром Великим 30 марта (10 апреля) 1716 года, должность румормейстера описана весьма ясно. По сути он являлся правой рукой генерал-гевальдигера и, в свою очередь, имел в прямом подчинении двух сержантов. Им было предоставлено право судить преступников и в некоторых случаях даже подвергать их смертной казни.
Согласно «Учреждению для управления большой действующей армии», подписанному 27 января 1812 года императором Российской Империи Александром I, генерал-гевальдигер «есть военный полицмейстер в лагере армии, в главной квартире и вагенбурге» (о должности румормейстера уже не упоминается).